# Cherveux
Cherveux est une commune du Centre-Ouest de la France située dans le département des Deux-Sèvres, en région Nouvelle-Aquitaine.

## Géographie

### Communes limitrophes
Augé, Saint-Christophe-sur-Roc, Saint-Gelais et François.

### Climat
Pour des articles plus généraux, voir Climat de la Nouvelle-Aquitaine et Climat des Deux-Sèvres.
Historiquement, la commune est exposée à un climat océanique du nord-ouest.  
En 2020, Météo-France publie une typologie des climats de la France métropolitaine dans laquelle la commune est exposée à un climat océanique et est dans la région climatique  Poitou-Charentes, caractérisée par un bon ensoleillement, particulièrement en été et des vents modérés.
Pour la période 1971-2000, la température annuelle moyenne est de 11,9 °C, avec une amplitude thermique annuelle de 14,6 °C. Le cumul annuel moyen de précipitations est de 913 mm, avec 12,7 jours de précipitations en janvier et 7,2 jours en juillet. Pour la période 1991-2020, la température moyenne annuelle observée sur la station météorologique la plus proche, située sur la commune de Surin à 10 km à vol d'oiseau, est de 12,9 °C et le cumul annuel moyen de précipitations est de 936,5 mm,. Pour l'avenir, les paramètres climatiques de la commune estimés pour 2050 selon différents scénarios d’émission de gaz à effet de serre sont consultables sur un site dédié publié par Météo-France en novembre 2022.

## Urbanisme

### Typologie
Au 1er janvier 2024, Cherveux est catégorisée bourg rural, selon la nouvelle grille communale de densité à sept niveaux définie par l'Insee en 2022.
Elle est située hors unité urbaine. Par ailleurs la commune fait partie de l'aire d'attraction de Niort, dont elle est une commune de la couronne,. Cette aire, qui regroupe 91 communes, est catégorisée dans les aires de 50 000 à moins de 200 000 habitants,.

### Occupation des sols
L'occupation des sols de la commune, telle qu'elle ressort de la base de données européenne d’occupation biophysique des sols Corine Land Cover (CLC), est marquée par l'importance des territoires agricoles (89,4 % en 2018), en diminution par rapport à 1990 (91,1 %). La répartition détaillée en 2018 est la suivante : 
terres arables (63,2 %), prairies (13,1 %), zones agricoles hétérogènes (13,1 %), zones urbanisées (6,3 %), forêts (4,3 %). L'évolution de l’occupation des sols de la commune et de ses infrastructures peut être observée sur les différentes représentations cartographiques du territoire : la carte de Cassini (XVIIIe siècle), la carte d'état-major (1820-1866) et les cartes ou photos aériennes de l'IGN pour la période actuelle (1950 à aujourd'hui).

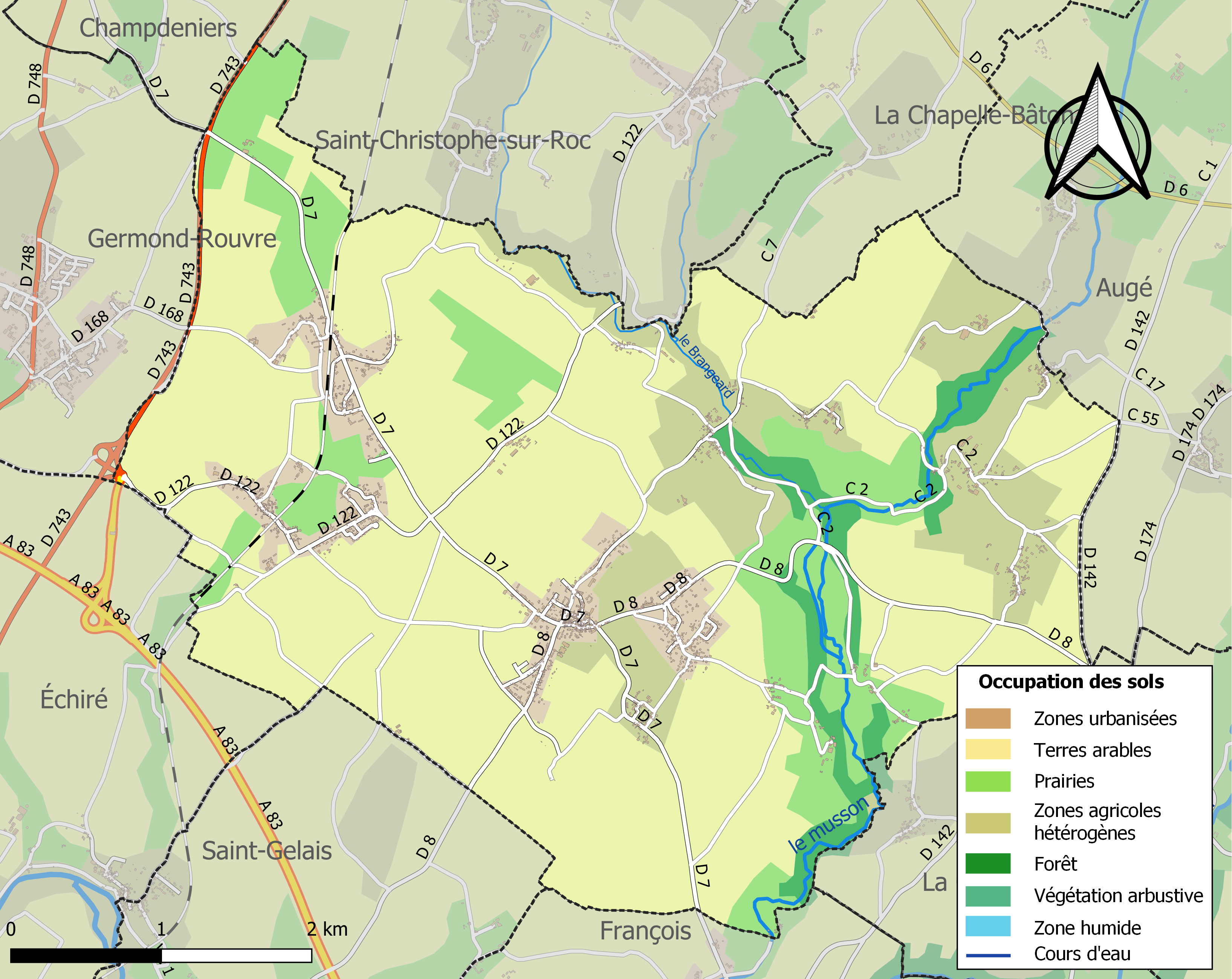
Carte des infrastructures et de l'occupation des sols de la commune en 2018 (CLC).

### Risques majeurs
Le territoire de la commune de Cherveux est vulnérable à différents aléas naturels : météorologiques (tempête, orage, neige, grand froid, canicule ou sécheresse), inondations, mouvements de terrains et séisme (sismicité modérée). Il est également exposé à un risque technologique,  le transport de matières dangereuses. Un site publié par le BRGM permet d'évaluer simplement et rapidement les risques d'un bien localisé soit par son adresse soit par le numéro de sa parcelle.

#### Risques naturels
Certaines parties du territoire communal sont susceptibles d’être affectées par le risque d’inondation par débordement de cours d'eau, notamment le Musson. La commune a été reconnue en état de catastrophe naturelle au titre des dommages causés par les inondations et coulées de boue survenues en 1982, 1983, 1999, 2010 et 2018,.

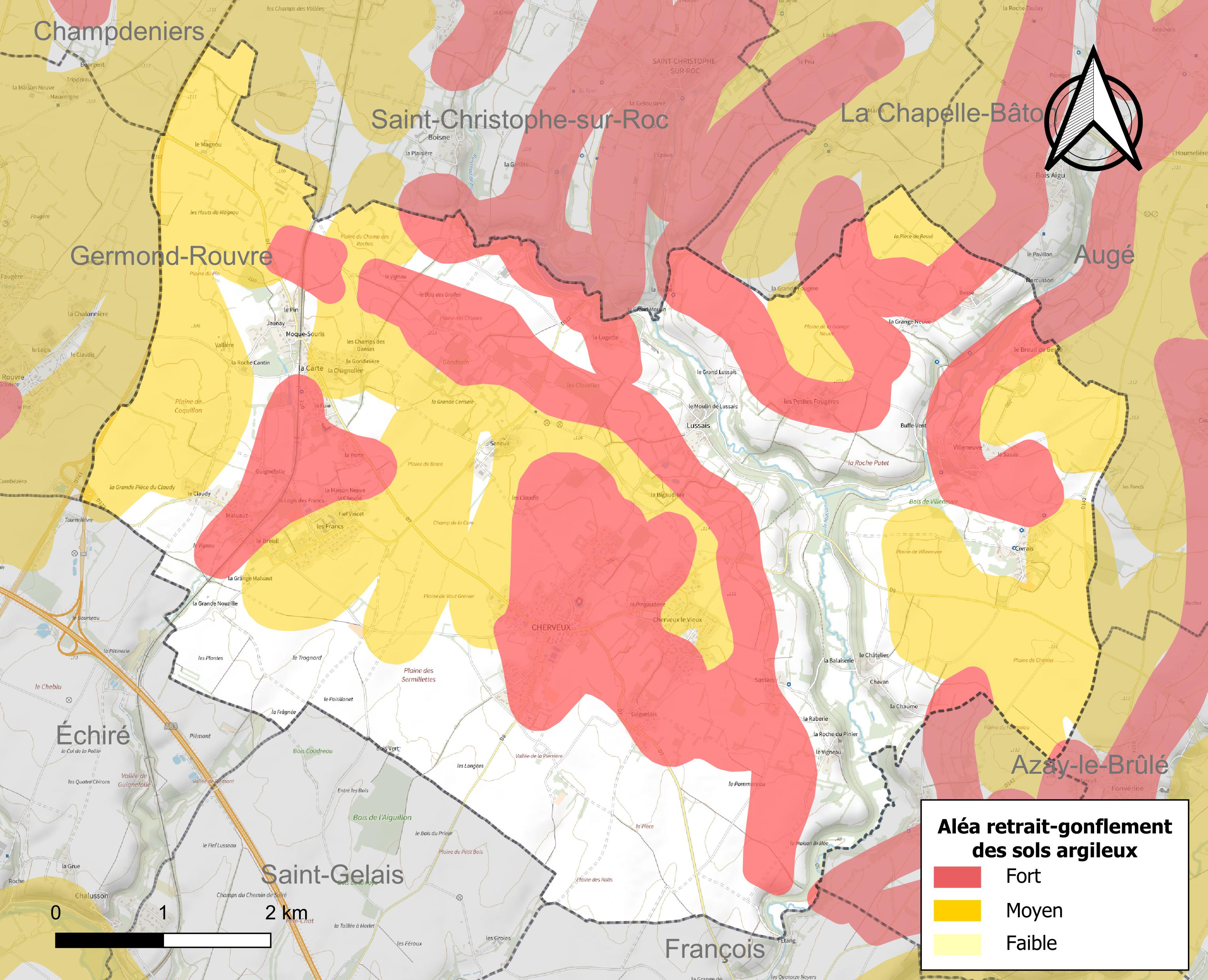
Carte des zones d'aléa retrait-gonflement des sols argileux de Cherveux.

Les mouvements de terrains susceptibles de se produire sur la commune sont des tassements différentiels. Le retrait-gonflement des sols argileux est susceptible d'engendrer des dommages importants aux bâtiments en cas d’alternance de périodes de sécheresse et de pluie. 65,1 % de la superficie communale est en aléa moyen ou fort (54,9 % au niveau départemental et 48,5 % au niveau national). Depuis le 1er octobre 2020, en application de la loi ELAN, différentes contraintes s'imposent aux vendeurs, maîtres d'ouvrages ou constructeurs de biens situés dans une zone classée en aléa moyen ou fort,.
La commune a été reconnue en état de catastrophe naturelle au titre des dommages causés par la sécheresse en 2005 et 2017 et par des mouvements de terrain en 1999 et 2010.

## Politique et administration
| Période | Période  | Identité                               | Étiquette | Qualité                                                                      |
| ------- | -------- | -------------------------------------- | --------- | ---------------------------------------------------------------------------- |
| An 9    | An 10    | Jean-Louis Ochier                      |           |                                                                              |
| An 10   | 1813     | Pierre Allonneau                       |           | Propriétaire du château de Cherveux                                          |
| 1813    | 1830     | Charles Antoine Jean Avice de La Carte |           | Propriétaire à La Carte                                                      |
| 1830    | 1836     | Louis Audouit                          |           | Officier de la légion d'honneur                                              |
| 1836    | 1841     | Louis-Marie Gibault                    |           | Notaire                                                                      |
| 1841    | 1849     | Jean Moimeau                           |           |                                                                              |
| 1849    | 1874     | Daniel Cacouault                       |           | Fermier                                                                      |
| 1874    | 1876     | Amaury De Liniers                      |           | Propriétaire                                                                 |
| 1876    | 1878     | François Antoine Napoléon Mazure       |           | Général                                                                      |
| 1878    | 1900     | Léon Allonneau                         |           | Propriétaire                                                                 |
| 1900    | 1908     | Victor Mimault                         |           |                                                                              |
| 1908    | 1913     | André Apercé                           |           | Propriétaire et agriculteur                                                  |
| 1913    | 1919     | Victor Dupuis                          |           |                                                                              |
| 1919    | 1925     | Amédée Papion du Château               |           | Propriétaire, Chevalier de la légion d'honneur                               |
| 1925    | 1945     | Louis Renault                          |           | Propriétaire et agriculteur                                                  |
| 1945    | 1965     | Gustave Dupuis                         |           |                                                                              |
| 1965    | 1975     | Lucien Redien                          |           | Agriculteur. Chevalier de la légion d'honneur. Commandeur du mérite agricole |
| 1975    | 1983     | René Boubien                           |           | Chevalier du mérite agricole                                                 |
| 1983    | 1995     | François Redien                        |           | Chevalier du mérite agricole                                                 |
| 1995    | 2008     | Georges Lair                           |           |                                                                              |
| 2008    | 2014     | Gilles Simonnet                        |           | Retraité                                                                     |
| 2014    | En cours | Marie-Pierre Missioux                  | DVD       | Cadre informatique, conseillère départementale                               |

## Population et société

### Démographie
À partir du XXIe siècle, les recensements réels des communes de moins de 10 000 habitants ont lieu tous les cinq ans. Pour Cherveux, cela correspond à 2006, 2011, 2016, etc. Les autres dates de « recensements » (2009, etc.) sont des estimations légales.
| 1793  | 1800  | 1806  | 1821  | 1831  | 1836  | 1841  | 1846  | 1851  |
| ----- | ----- | ----- | ----- | ----- | ----- | ----- | ----- | ----- |
| 1 215 | 1 367 | 1 280 | 1 469 | 1 514 | 1 474 | 1 451 | 1 511 | 1 516 |

| 1856  | 1861  | 1866  | 1872  | 1876  | 1881  | 1886  | 1891  | 1896  |
| ----- | ----- | ----- | ----- | ----- | ----- | ----- | ----- | ----- |
| 1 522 | 1 474 | 1 497 | 1 469 | 1 520 | 1 721 | 1 642 | 1 620 | 1 601 |

| 1901  | 1906  | 1911  | 1921  | 1926  | 1931  | 1936  | 1946  | 1954  |
| ----- | ----- | ----- | ----- | ----- | ----- | ----- | ----- | ----- |
| 1 590 | 1 459 | 1 398 | 1 300 | 1 242 | 1 226 | 1 155 | 1 132 | 1 033 |

| 1962  | 1968  | 1975 | 1982  | 1990  | 1999  | 2006  | 2011  | 2016  |
| ----- | ----- | ---- | ----- | ----- | ----- | ----- | ----- | ----- |
| 1 033 | 1 003 | 880  | 1 085 | 1 179 | 1 271 | 1 503 | 1 679 | 1 896 |

| 2021  | 2022  | - | - | - | - | - | - | - |
| ----- | ----- | - | - | - | - | - | - | - |
| 1 898 | 1 867 | - | - | - | - | - | - | - |

### Manifestations culturelles et festivités
Course de Cherveux (La Cherveusienne)

### Sports
La commune compte aujourd'hui, une seule association sportive, l'AR Cherveux (l'Amicale Rurale de Cherveux) regroupant un panel de sports, à l'image du logo de l'association, symbolisant les sports pratiqués au sein de la commune : VTT, football, step/renforcement musculaire, badminton, palets adultes, pétanque, randonnée pédestre, course à pied, tennis de table, tennis / baby tennis, baby-gym ou encore du scrapbooking.
Le club de football de l'AR Cherveux, présidé par François Cordeau, comptent plusieurs équipes jeunes et une seule équipe senior qui évolue actuellement en 4ème division départementale.
Le Rallye automobile des 12 Travaux d'Hercule est organisée fin août depuis 1993 par l'Association Sportive Automobile AUGIAS. Il compte pour la Coupe de France des Rallyes.

## Culture locale et patrimoine

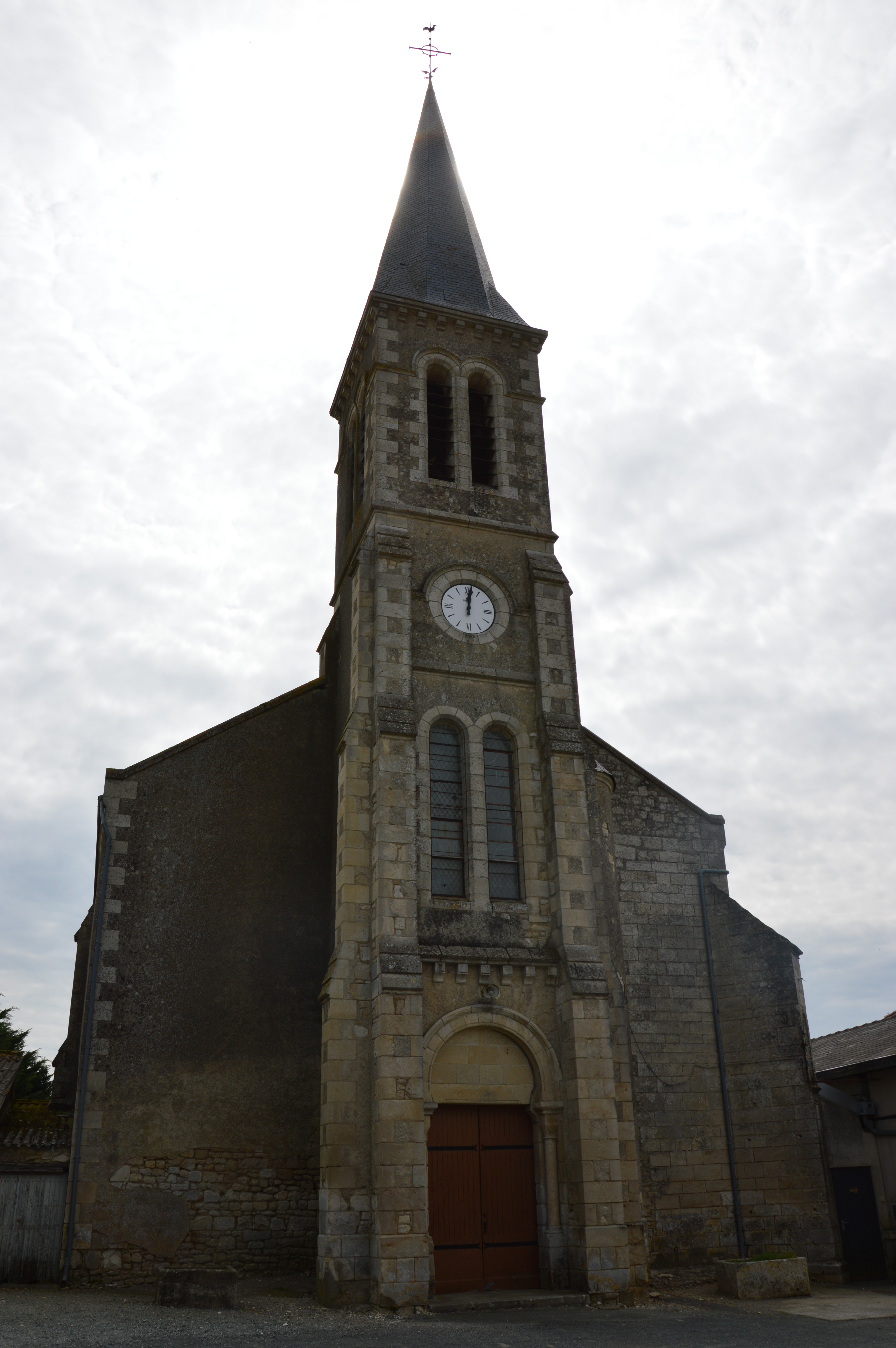
Église Saint-Pierre

### Lieux et monuments
- Château de Cherveux
- Château de La Carte
- Église Saint-Pierre de Cherveux. Elle est inscrite à l'Inventaire général du patrimoine culturel[24].
- Plan d'eau de Cherveux - St-Christophe

### Personnalités liées à la commune
François Mazure

### Héraldique
| Blason de Cherveux | Blason  | Écartelé: aux 1er et 4e d'argent au pairle de sable, aux 2e et 3e d'azur à trois fleurs de lis d'or.                          |
| Blason de Cherveux | Détails | Armoiries de M. Robert de CUNNINGHAM, qui fit construire le château du lieu. Le statut officiel du blason reste à déterminer. |